# Carrie Dann

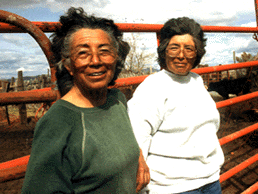
Carrie Dann (rechts) mit ihrer Schwester Mary Dann auf ihrer Familienranch in Crescent Valley, Nevada, USA (Sommer 1992)

Carrie Dann (* 1932; † 2. Januar 2021 in Crescent Valley, Nevada) war eine US-amerikanische Indianerin und Umweltaktivistin.
Dann lebte als Rancherin in Crescent Valley, Eureka County (Nord-Nevada), sie war Mitglied im Western Shoshone National Council, der Regierung der Western Shoshone Nation. Sie starb am 2. Januar 2021 auf ihrer Ranch.

## Kampf um Landrechte
Carrie Dann entstammte dem Volk der Western Shoshone und trat seit Jahrzehnten für dessen Landrechte („Vertrag von Ruby Valley“ mit der US-Regierung 1863) und gegen Umweltzerstörungen (u. a. Goldabbau, Nukleartests) im traditionellen Siedlungsgebiet der Westlichen Shoshone ein, das von ihnen Newe Sogobia genannt wird und knapp 2/3 des US-Bundesstaates Nevada und Randgebiete Idahos im Norden und Kaliforniens im Südwesten (Timbisha-Shoshone, Death Valley) umfasst.
Zusammen mit ihrer 2005 verstorbenen Schwester Mary erhielt Carrie Dann 1993 in Stockholm den Right Livelihood Award für ihren unermüdlichen Kampf um die Anerkennung der verbrieften Landrechte ihres Volkes. Die Dann-Schwestern widersetzten sich lange der Politik der USA, die Annektierung des Vertragslandes der Western Shoshone durch eine Entschädigungszahlung aus Washington, DC, nachträglich zu legitimieren. Wiederholt hatten die US-Bundesbehörden, namentlich das Bureau of Land Management (BLM), in der Vergangenheit versucht, die Pferde und Rinder der Dann-Ranch zu konfiszieren, angeblich um „Überweidung“ zu verhindern und als „Kompensation“ für nicht gezahlte Weidegebühren.